# Сексуальне цькування

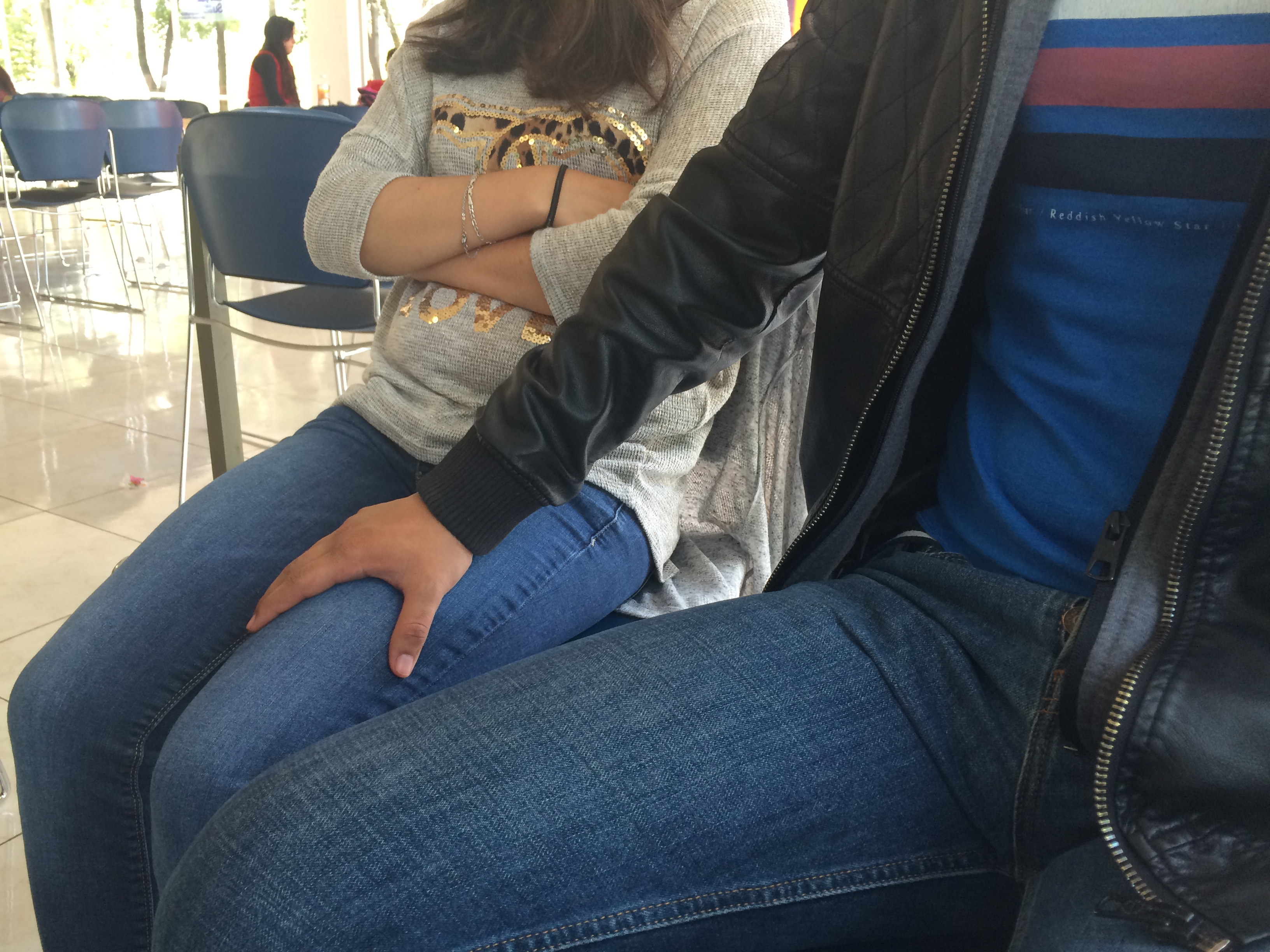
Сексуальне цькування може бути фізичним, словесним та / або емоційним.

Сексуальне цькування — форма знущань або домагань у зв'язку зі статтю, тілом, сексуальною орієнтацією або сексуальною активністю людини. Воно може бути фізичним, вербальним або емоційним за своєю природою та відбувається в різних середовищах, включаючи школи, робочі місця та онлайн-платформи. Сексуальне знущання може мати серйозні та тривалі наслідки для психічного та емоційного благополуччя жертв.

## Типи насильства

### Фізичне та вербальне цькування
Сексуальне залякування може включати жести сексуального характеру, фізичний контакт без згоди, сексуальне насильство або зґвалтування. Крім того, сексуальне цькування може виникнути через образливі та сексуалізовані образи, поширення сексуальних чуток, примушування людини зробити щось сексуальне без її згоди, сексизм у всіх формах, небажані сексуальні натяки та підняття спідниці.

### Сексуальний кібербулінг
Сексуальний кібербулінг — форма кібербулінгу, яка передбачає використання таких технологій, як мобільні телефони, соціальні мережі та інші онлайн-інструменти, для переслідування або примусу когось у відверто сексуальний спосіб.
Кібербулінг може включати запит відвертих фотографій або повідомлень, надсилання небажаних сексуально відвертих фотографій або повідомлень (дікпіки), обмін сексуально відвертими повідомленнями та фотографіями в Інтернеті без згоди, погрози надіслати приватні фотографії в Інтернеті (порнопомста) з метою отримання сексу за згодою, а також публічні сексуально відверті коментарі.

## Тематичні дослідження

### Студентство
Дослідження Національної спілки вчителів Великої Британії показало, що сексуальне цькування починається на рівні початкової школи й зазвичай набуває форми словесних образ хлопців на адресу дівчат і жінок. Образи, як правило, зосереджені на сексуальному статусі дівчат і включають такі терміни, як «сука», «пісюха», «повія» і «блядь».
Хлопчики переважно піддаються сексуальному цькуванню, якщо їхні однолітки вважають їх нерозпусними або позбавленими чоловічих рис. Найпоширенішим сексуальним цькуванням, яке зазнають хлопці, є образи гомофобного характеру.

### ЛГБТ
За дослідженням ЮНЕСКО 2016 року, у всьому світі значна частина ЛГБТ-учнів зазнає гомофобного насильства в школах. Частка постраждалих ЛГБТ-здобувачів коливалася від 16 % у Непалі до 85 % у США. ЛГБТ-учні також частіше зазнають такого насильства в школі, ніж вдома чи в громаді.
ЛГБТ-здобувачі повідомляють про більшу поширеність насильства в школі, ніж їхні однолітки, які не є ЛГБТ. У Новій Зеландії, наприклад, здобувачі-лесбійки, геї та бісексуали в три рази частіше зазнавали знущань, ніж їхні гетеросексуальні однолітки, а в Норвегії 15–48 % студентів-лесбійок, геїв та бісексуалів повідомили, що зазнавали знущань, порівняно з 7 % студентів-гетеросексуалів.

## Наслідки та ризики
Жертви сексуального цькування можуть боротися з депресією, тривогою, ізоляцією, низькою самооцінкою, розладами харчування, посттравматичним стресовим розладом (ПТСР) та іншими проблемами психічного здоров'я. У деяких випадках сексуальне знущання може призвести до самоушкодження або навіть до самогубства.
Жінки з-поміж сексуальних меншин, які зазнають знущань, частіше відчувають депресію та суїцидальні думки, ніж їхні чоловіки з-поміж сексуальних меншин і гетеросексуали.